# Euthalia mahara
Euthalia mahara är en fjärilsart som beskrevs av Hans Fruhstorfer 1913. Euthalia mahara ingår i släktet Euthalia och familjen praktfjärilar. Inga underarter finns listade i Catalogue of Life.